# Flash (Bootsklasse)
Die Flash ist eine Einhand-Segeljolle und eine Einheitsklasse. Sie ist bis auf den längeren Großbaum und das größere Segel identisch mit der Splash-Jolle und wird überwiegend von Erwachsenen gesegelt.
Sie wurde von Roel Wester, einem erfolgreichen OK-Segler, für Jugendliche ab 18 Jahren aus der Splash weiterentwickelt. Die Flash wird in den Niederlanden hergestellt. Im Jahr 2004 waren rund 2400 Boote weltweit im Einsatz, davon  etwa 1000 in Europa. Die Bootsgröße beträgt 3,55 × 1,30 m, und sie hat einen Tiefgang von 0,72 m. Sie ist somit für das Einhandsegeln geeignet. Die Segelfläche beträgt 7,0 Quadratmeter, das Gewicht des Rumpfes beträgt 55 kg. Die Flash ist zurzeit eine nationale Einheitsklasse, deren Anerkennung als internationale Klasse vorbereitet wird.
Die Klassenbestimmungen der Flash sind in weiten Teilen identisch mit denen der Splash. Es sind geschlossene Klassenbestimmungen.
Das weite und tiefe Cockpit bietet ausreichende Bewegungsfreiheit und komfortable Möglichkeiten zum Ausreiten. Splash und Flash werden in den Niederlanden meist als Vorbereitungsklassen für andere Jollenklassen genutzt, weil sie durch die strikt gleiche und technisch relativ einfache Ausstattung vor allem zuerst das seglerische Können, Selbstdisziplin, Taktik und Körperbeherrschung fördern.
Die Klassenvereinigung der Splash SKOG ist auch gleichzeitig die Klassenvereinigung der Flash. Regatten finden meist gemeinsam statt. Wenn die Splash die Weltmeisterschaften segeln, findet gleichzeitig der Eurocup der Flash statt. In Deutschland hat sich mittlerweile eine kleine Regattaszene im Norden etabliert. Erste Flotten gibt es in Niedersachsen, Schleswig-Holstein und Nordrhein-Westfalen, erste Boote auch in Berlin, dem Bayerischen Wald und am Bodensee.